# Schloss Commanster

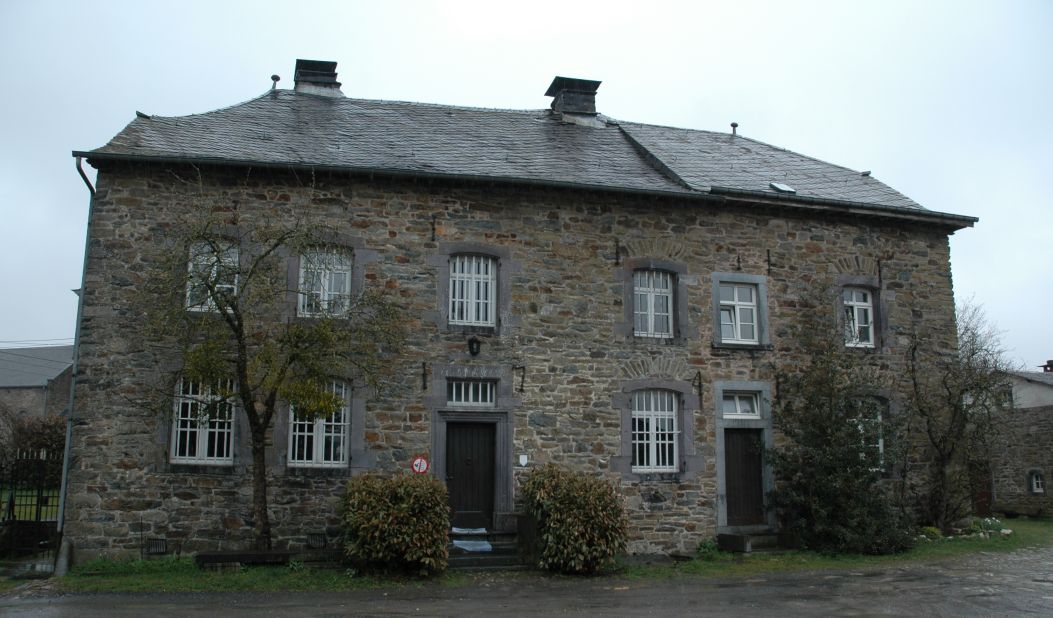
"Schloss" Commanster

Beim sogenannten Schloss von Commanster (französisch Château de Commanster) handelt es sich um ein Herrenhaus im Ortsteil Commanster der belgischen Gemeinde Vielsalm in der Provinz Luxemburg. Es wurde im Jahre 1741 erbaut. 

## Beschreibung
Das Gebäude wurde von dem aus dem nahegelegenen Recht stammenden Baumeister Andreas Starck geschaffen, die Jahreszahl 1741 befindet sich im Türsturz. Beim Bau wurde hauptsächlich Rechter Blaustein verwendet. Im Inneren befindet sich eine aufwändig geschnitzte Treppe. Auftraggeber war Henri-François Baptist, Magistratsbeamter am Hofe des Grafen von Salm und zeitweise Bürgermeister von Gouvy. Eine Verwendung des Gebäudes als Amtssitz ist nicht nachgewiesen. 
Während der Ardennenoffensive im Winter 1944–1945, dienten die Gebäude zeitweise dem Generalfeldmarschall Gerd von Rundstedt als Kommandozentrale. General Hasso von Manteuffel hatte sich ebenfalls in Commanster aufgehalten.